# Joseph Belbéoch
Pour les articles homonymes, voir Belbéoch.
Joseph Belbéoch (1895-1944), résistant communiste, tué à la bataille du pont de Joinville le 25 août 1944.

## Breton et communiste
Né le 15 janvier 1895 à Douarnenez, Joseph François Belbéoch voit le jour dans une famille de marins. Selon son fils, il était « breton, communiste et... redoutable combattant ». Il vit d’abord à Joinville-le-Pont puis à Saint-Maurice, communes alors dans le département de la Seine (actuellement dans le Val-de-Marne). Il est intégré dans l’armée pendant la Première Guerre mondiale.
Marié avec Olga Jeanne Jeofroid, il a pour fils Roger Belbéoch, également militant du Parti communiste et résistant français, qui a été maire-adjoint de Joinville-le-Pont (1977-1983) puis nommé Juste parmi les nations en 1984 par le musée-mémorial de Yad-Vashem à Jérusalem (Israël).
Son fils assure qu’il a reçu de Joseph Belbéoch les valeurs qui ont forgé son engagement. « De la boucherie de 1914-1918, il est revenu viscéralement opposé à la guerre et au fascisme. J’avais treize ans, en 1934, lorsque les ligues fascistes et de La Rocque voulaient renverser la République. Le 6 février, j’étais avec lui, rue de Rivoli, déjà dans la bagarre ».

## Résistant tué au combat
Joseph Belbéoch rejoint les Francs-Tireurs et Partisans Français (FTPF) au sein du groupe Marcel Palaud de Saint-Maurice.
Selon son fils, « quand les heures sombres sont venues, l’engagement dans la résistance, c’était naturel ». 
Lorsque les FTPF sont intégrés dans les Forces françaises de l’intérieur (FFI), début 1944, il se voit attribuer le grade de sous-lieutenant».
Au sein de son groupe, qui comprend également Robert Deloche, futur maire de Joinville-le-Pont, Joseph Belbéoch participe à la bataille du pont de Joinville le 25 août 1944. il trouvera ce jour-là la mort sous les balles allemandes.

## La bataille du pont de Joinville
Le 25 août 1944, les troupes de Leclerc rentrent dans Paris, et vont obtenir la reddition des forces allemandes. Dans l’est parisien, des combats importants se déroulent.
Les FFI ont pris position sur le pont de Joinville, pour empêcher la retraite des troupes allemandes. Ils sont attaqués dans la matinée par les troupes qui tentent de quitter la capitale. L’après-midi, plusieurs centaines de soldats allemands et des chars viennent participer aux combats, tandis que les FFI ont du mal à obtenir munitions et renforts. « En fait environ 500 soldats allemands ont attaqué les barricades pour s'emparer du Pont de Joinville et ainsi ménager un axe de sortie vers l'Est aux troupes qui fuyaient Paris. La population de Joinville qui avait érigé ces barricades participa aux combats, ce qui explique l'âge de certaines victimes, en ravitaillant les combattants en munitions. L'affrontement durera toute l'après-midi. »
Certains allemands, installés dans la gare de Joinville-le-Pont sur la ligne du Chemin de fer de la Bastille, occuperont les lieux jusque dans la matinée du 26 août. La bataille fait 19 morts parmi les combattants de la Résistance et les civils.

## Hommage
Une avenue de Saint Maurice porte le nom de Joseph-François Belbéoch et le carrefour de la Résistance à Joinville-le-Pont lui rend également hommage. Une plaque à son nom est apposée dans les deux mairies.

## Sources
- Belbéoch, Roger: Je n’ai fait que mon devoir. 1940-1944 : un juste dans les rangs de la police, éditions Robert Laffont, 2006
- Primout, Gilles: La Libération de Paris, 2004 site La Libération de Paris
- Campaux, S.: La libération de Paris 19-26 août 1944, récits de combattants et de témoins réunis par Payot, Paris, 1944